# Rivière du Moulin (rivière Bécancour)
Pour les articles homonymes, voir Moulin (homonymie) et Rivière du Moulin.
La rivière du Moulin est un affluent de la rivière Bécancour laquelle se déverse sur la rive sud du fleuve Saint-Laurent dans l'estuaire du Saint-Laurent.
La rivière du Moulin coule entièrement dans la municipalité de Saint-Louis-de-Blandford, située dans la municipalité régionale de comté de Arthabaska), dans la région administrative de Centre-du-Québec, au Québec, au Canada.

## Géographie
Les principaux bassins versants voisins de la "rivière du Moulin" sont:
- côté nord: rivière Gentilly, Petite rivière du Chêne;
- côté est: rivière Bécancour;
- côté sud: rivière Bécancour;
- côté ouest: rivière Bécancour, rivière Sauvage (rivière Gentilly).

La rivière du Moulin prend sa source dans le lieu-dit "La Petite Belgique", dans la zone au sud de l'autoroute 20, dans la municipalité de Saint-Louis-de-Blandford. Cette zone est située à 3,3 km au nord de la rivière Bécancour et à 4,6 km au nord-est du centre du village de Saint-Louis-de-Blandford.
À partir de sa zone de tête, la rivière du Moulin coule sur 5,9 km répartis selon les segments suivants:
- 4,6 km vers le sud-ouest, en longeant (du côté sud) l'autoroute 20, jusqu'à la route 263;
- 1,3 km vers le sud, jusqu'à sa confluence.

La rivière du Moulin se déverse sur la rive nord de la rivière Bécancour. Sa confluence est située à 3,5 km en amont du pont de l'autoroute 20 et 2,5 km en aval du pont de la route 162 qui passe au village de Saint-Louis-de-Blandford.

## Toponymie
Le toponyme "rivière du Moulin" a été officialisé le 17 novembre 1979 à la Commission de toponymie du Québec.